# Regeringen Poul Schlüter III
Regeringen Poul Schlüter III, der kaldtes KVR-regeringen, var Danmarks regering 3. juni 1988 – 18. december 1990
Den bestod af følgende ministre fra Det Konservative Folkeparti (K), Venstre (V) og Det Radikale Venstre (RV):
- Statsminister Poul Schlüter (K),
- Udenrigsminister Uffe Ellemann-Jensen (V),
- Finansminister Palle Simonsen (K), (til 30. oktober 1989) derefter Henning Dyremose (K),
- Økonomiminister Niels Helveg Petersen (RV),
- Justitsminister Erik Ninn-Hansen (K), (til 10. januar 1989), Hans Peter Clausen (K) (fra 10. januar 1989 til 5. oktober 1989), Hans Engell (K), (fra 5. oktober 1989)
- Skatteminister Anders Fogh Rasmussen (V),
- Forsvarsminister Knud Enggaard (V),
- Undervisnings- og forskningsminister Bertel Haarder (V),
- Sundhedsminister Elsebeth Kock-Petersen (V), (til 7. december 1989), derefter Ester Larsen (V),
- Fiskeriminister Lars P. Gammelgaard (K), (til 5. oktober 1989), derefter Kent Kirk (K),
- Arbejdsminister Henning Dyremose (K)], (til 30. oktober 1989), derefter Knud Erik Kirkegaard (K),
- Indenrigsminister og minister for nordisk samarbejde Thor Pedersen (V),
- Trafik- og kommunikationsminister Hans Peter Clausen (K), (til 30. oktober 1989)
- Trafikminister Knud Østergaard (K), (fra 30. oktober 1989)
- Industriminister Nils Wilhjelm (K), (til 2. december 1989) derefter Anne Birgitte Lundholt (K),
- Boligminister Agnete Laustsen (K),
- Landbrugsminister Laurits Tørnæs (V),
- Energiminister Jens Bilgrav-Nielsen (RV),
- Kulturminister Ole Vig Jensen (RV),
- Miljøminister Lone Dybkjær (RV),
- Socialminister Aase Olesen, (RV)
- Kirkeminister Torben Rechendorff (K), (til 10. januar 1989, derefter kirkeminister og kommunikationsminister)